# Corporación de Fomento de la Producción
La Corporación de Fomento de la Producción (CORFO) est un organisme étatique chilien, créé en 1939, chargé du développement et d'aide à la création de l'industrie nationale à la suite des conséquences du séisme de 1939 à Chillàn. Ainsi, il contribue aux développements d'autres activités économiques comme les minerais, l'agriculture, le commerce et les services.
Elle fut fondée durant le gouvernement de Pedro Aguirre Cerda par la "Ley No 6.434 de Reconstrucción y Auxilio y Fomento de la Producción" du 29 avril 1939.
L'organisme finance l'entreprise Idea-Tec qui transforme du polystyrène en peinture.